# Brezova (gmina Ivanjica)
Brezova (cyr. Брезова) – wieś w Serbii, w okręgu morawickim, w gminie Ivanjica. W 2011 roku liczyła 483 mieszkańców.